# Pampaneira
Pampaneira – gmina w Hiszpanii, w prowincji Grenada, w Andaluzji, o powierzchni 17,47 km². W 2014 roku gmina liczyła 323 mieszkańców.
Pampaneira ma kontynentalny klimat śródziemnomorski ze względu na wysokość, na której się znajduje.